# Mesostenus tricarinatus
Mesostenus tricarinatus là một loài tò vò trong họ Ichneumonidae.